# Jules Guesde (métro de Marseille)
Pour les articles homonymes, voir Jules Guesde et Guesde.
Jules Guesde est une station de la ligne 2 du métro de Marseille. Située place Jules-Guesde dans le 2e arrondissement, elle dessert les quartiers des Grands-Carmes, Saint-Lazare et Belsunce.  L'Hôtel de région et l'arc de triomphe de la Porte d'Aix sont situés à proximité de la station.

## Histoire
La station a été ouverte le 3 mars 1984 : elle fait partie du premier tronçon de la ligne 2.
La station est fermée à partir du 21 juin 2019 à la suite de la déclaration de péril grave de trois immeubles à proximité de la station. Elle est rouverte le 21 septembre 2020.

## Architecture et équipements
La station est conçue par Fernand Boukobza et décorée d’un grand mur noir côté rails et blanc carrelé à l’étage de validation. Des panneaux rouges et blancs ornent la sortie. Les sols sont recouverts d’un carrelage blanc et beige.
Depuis sa réouverture, la station est passée du noir au blanc.

## Sites desservis
- La Place Jules-Guesde
- La Porte d’Aix
- Le Conseil régional de Provence-Alpes-Côte d'Azur

## Accès
La station est desservie par les lignes suivantes :
Arrêt Métro Jules Guesde
- Ligne   en direction des Aygalades ou de Canebière Bourse
- Ligne   en direction de St Jérôme IUT ou de Canebière Bourse
- Ligne   en direction du Lycée St Exupéry ou de Canebière Bourse
- Ligne   en direction du Canet Jean Jaurès ou de Canebière Bourse
- Ligne   en direction de l’Hôpital Nord par autoroute A7 ou de Canebière Bourse
- Ligne   en direction du Centre urbain des Caillols ou de Canebière Bourse
- Ligne   en direction de La Savine ou de Canebière Bourse
- Ligne   en direction des Géraniums ou de Canebière Bourse
- Ligne   en direction de Foch 5 avenues ou de Canebière Bourse
- Ligne   en direction de la Gare St Charles ou du Pharo Catalans
- Ligne    C8  en direction de la Gare St Charles ou de Sausset-les-Pins - Gare SNCF

## Services
- Service assuré du lundi au dimanche de 5h à 1h.
- Distributeurs de titres: possibilité de régler par billets, pièces, carte bancaire.